# Estación Loma Redonda
Estación Loma Redonda es el nombre que recibe una de las 5 estaciones del Sistema Teleférico de Mérida - Mukumbarí, localizado en el Parque Nacional Sierra Nevada, en el Estado Mérida y al occidente del país sudamericano de Venezuela.
La estación fue inaugurada en la década de 1960, pero fue cerrada en 2008. En mayo de 2016, fue abierta una nueva estación totalmente modernizada.

## Descripción
Se encuentra entre las Estaciones La Aguada y Pico Espejo, a unos 4.045 metros sobre el nivel del mar, y forma parte del tercer tramo del sistema, que conecta esta estación con La Aguada, a 3.452 metros sobre el nivel del mar. En el Recorrido se pueden observar los frailejones de los Andes venezolanos y cerca se encuentra el pueblo llamado "Los Nevados"
En el cuarto tramo, desde Loma Redonda a Pico Espejo, se puede observar la Laguna Los Anteojos, algunas personas también la conocen como las lagunas "Negra" y "Colorada".